# Tityus strandi
Espèce
Tityus strandi est une espèce de scorpions de la famille des Buthidae.

## Distribution
Cette espèce est endémique du Brésil. Elle se rencontre en Amazonas et au Pará.

## Étymologie
Cette espèce est nommée en l'honneur d'Embrik Strand.

## Publication originale
- Werner, 1939 : « Neu Eingange von Skorpionen im Zoologischen Museum in Hamburg. II. Teil. » Festschrift zum 60. Geburtstage von Professor Dr. Embrik Strand, vol. 5, p. 351-360.